# Адо Ваббе
Адо Ваббе (ест. Ado Vabbe, справжнє ім'я Адольф Георгійович Ваббе; 19 (31) березня 1892, Тапа - 20 березня 1961, Тарту, Естонія) — естонський живописець, графік і педагог.

## Біографія
У 1900 році сім'я батьків майбутнього художника переселилася в Нарву. Там Ваббе навчався в міській школі. Він познайомився із Глафірою Лавревцовою, відомою в Нарві колекціонеркою мистецтва. Лавревцова допомогла Ваббе продовжити освіту в Ризі і Мюнхені.
У Ризі Ваббе навчався в міській художній школі і працював в театрі робітником сцени і декоратором. У Ризькій школі домінував реалізм, але вже поширилися модерн і імпресіонізм.
З 1911 по 1913 роки Ваббе навчався в Мюнхені, в студії Антон Ажбе, в 1914 - подорожував по Італії, в 1915 - 1916 працював у Москві. В 1917 році був викладачем малювання в Нарві в школі біля фабрики Кренгольма. В 1918 - 1919 викладав у Таллінні в гімназії Вестгольма і на курсах вчителів Міністерства освіти. Був членом Спілки Художників Естонії.
Адо Ваббе - один з творців товариства художників Паллас і однойменної художньої школи (в Тарту), в якій потім викладав і де був директором у 1926 - 1929 роки. Учні Ваббе: Айно Бах, Андрус Йоханна, Ельмар Кітс та інші - всього 28 молодих художників. Незважаючи на свій замкнений і зухвалий характер, він був популярний серед учнів.
Адо Ваббе був одним з перших художників, які принесли елементи футуризму в мистецтво Естонії. Новатор стилю, він був дуже популярним особливо до середини 1920-х років. З другої половини 1920 років в його творчості помітні тенденції реалізму. Під впливом подорожі до Парижа (1924) було створено багато міських пейзажів у стилі так званого геометричного імпресіонізму. У 1920-30 Ваббе мало експонував; в 1938 в Талліні відбулася найбільша виставка його робіт, в тому ж році він отримав звання професора.
Після 1940 року викладав у Вищому художньому училищі. Заслужений діяч мистецтв Естонії з 1946 року.
Роботи Вабба післявоєнних років не відповідали радянській реальності і вимогам соціалістичного реалізму. В 1948 він був виключений зі Спілки художників, а в 1950 - звільнений з інституту. В 1953 - 1956 роках очолював експериментальну графічну майстерню в Талліні. 1955 - 1961 роки були творчо продуктивні, але у виставках Ваббе більше до самої своєї смерті не брав участі.
Адо Ваббе вніс помітний вклад у розвиток естонської книжкової графіки. З 1917 року до 1930-х він проілюстрував понад 60 книг. В 1917 - 1921 його ілюстрації були абстрактного характеру; з 1922 року домінував малюнок пером, ближче до натури.
В 1997 році в Естонії заснована мистецька премія імені Вабба. Засновники - Культурний фонд Тарту і місто Тарту. Премія видається один раз на рік авторам  візуального мистецтва.

## Картини
- "Kohvikus" (1918)
- "Itaalia" (1918)